# Lycée Laplace-Dumont-d'Urville
Le lycée Dumont-d'Urville - Laplace est un établissement public d'enseignement secondaire et supérieur situé à Caen. C'est un lycée polyvalent accueillant des élèves de filières de baccalauréat général, technique et professionnel, de CAP, de BTS, ainsi que ceux du Greta. Il possède un internat labellisé « internat d'excellence » en 2011.
Jusqu'à la rentrée 2022, il s'agissait de deux établissements distincts, le lycée Laplace, du nom du mathématicien français Pierre-Simon de Laplace, principalement orienté sur des études professionnelles, mais aussi le suivi scolaire des jeunes du Centre sportif de Normandie, et le lycée Dumont-d'Urville, du nom de l'explorateur français Jules Dumont d'Urville, qui lui accueillait à la fois des élèves de filières générales, techniques mais aussi professionnelles.

## Histoire

### Création et premières années
En 1899 est décidé[Par qui ?][réf. souhaitée] l'implantation d'une École primaire supérieure à Caen comme l'obligeait la loi Guizot de 1833, plus spécifiquement la confirmation en 1886 de l'existence de sections professionnelles de ces EPS. Ce texte prévoit que chaque chef-lieu de département ou ville de plus de 6 000 habitants doit avoir un établissement de la sorte. On[Qui ?] décida comme lieu d’implantation de l’EPS de Garçons de Caen celui d’une école privée de jeunes filles au 72 rue de Bayeux (emplacement actuel du Lycée Charles-de-Gaulle[réf. nécessaire]).
L'inauguration du Lycée Charles-de-Gaulle a lieu le 4 octobre 1903 ; un an plus tard, ce sont 150 élèves qui fréquenteront l'établissement nouvellement crée. Dès 1909, l'établissement accueille des sections générales, professionnelles, commerciales et agricoles, soutenu à la fois par l'état et par les Chambres de commerce directement intéressées par les formations proposées, l'EPS modernise ses équipements, modernisations qui lui permettent une prospérité certaine. Il se dote d'un nouvel internat cette année-ci, ce qui permet l'extension des lieux d'enseignement sur les anciens locaux dévolus à cette tâche.
Pendant la Première Guerre mondiale, l'école connaît des jours difficiles, les enseignants sont mobilisés sur le front et les lieux sont réquisitionnés. Le directeur d'alors se mobilise pour que l'école puisse continuer d'officier malgré la guerre, ce pour quoi il aura gain de cause, les locaux lui sont rendus et les enseignements reprennent. Un répit de courte durée, une nouvelle réquisition a lieu fin 1917 pour y établir un hôpital américain. L'EPS ne rouvrira qu'en 1919.
Entre 1925 et 1930, l'établissement organise une section pour la préparation du brevet supérieur et l'établissement compte plus de 350 élèves.
La Seconde Guerre mondiale porte un nouveau coup d'arrêt à l'essor de l'EPS. La direction est limogée pour son attitude face à l'occupant nazi et le tribu humain versé par les enseignants est lourd. Les écoles primaires supérieures sont supprimées par l'article 5 de la loi du 15 août 1941, en faisant des collèges modernes et techniques. Ce sera le cas de l'EPS Pierre-Simon-de-Laplace par le décret du 22 septembre 1942, ses missions restent les mêmes, mais cette nouvelle dénomination va préparer la fusion de cet établissement avec le lycée Malherbe de Caen.

### De la fusion avec le lycée Malherbe à la scission en deux établissements
En 1947, la fusion avec le lycée Malherbe devient effective, les sections générales passent au lycée tandis que le site rue de Bayeux conserve les sections techniques. Très vite une faille dans le maillage scolaire de la ville apparait, sur les hauteurs du nord-est de la rive gauche nouvellement conquises par la réorganisation de l'espace urbain, le manque d'un important établissement technique se fait sentir. La décision fut prise rapidement par les autorités et les premiers travaux débutent dès 1949 au 130 rue de la Délivrande sous la direction des architectes Georges Jamy, Georges Richard et Pierre Daubin, au nord de Caen, sur un terrain de 11 hectares s'étendant jusqu'à la rue de Lebisey, qui sera l'entrée secondaire de l'établissement.. Dans une ville détruite à près de 70% et où tout est à reconstruire, cette décision marque une volonté des pouvoirs publics d'investir cet espace, cette politique sera confirmée par la création des quartiers de la Pierre-Heuzé et du Calvaire Saint-Pierre dans les années 1960. 
En mars 1954, les sections techniques du lycée Malherbe sont transférées dans ces nouveaux locaux en construction rue de la Délivrande par la création d'un collège technique municipal de garçons, jumelé à partir d'octobre 1954 avec un centre d'apprentissage. L'inauguration a lieu en 1956, il sera l'année suivante transformer en collège national technique par arrêté.
Le 19 mars 1962, le CNT est transformé par décret en lycée technique d'état. C'est une reconnaissance puisque ce décret fait bénéficier l'établissement des mêmes prérogatives que les écoles nationales professionnelles.
Ce n'est qu'en 1970 que le lycée retrouve par arrêté préfectoral, et à la demande du personnel de l'établissement, le nom de lycée Pierre-Simon-de-Laplace[réf. nécessaire].
En 1989, la région Basse-Normandie, propriétaire des lycées depuis les lois de décentralisation et le rectorat de Caen prennent la décision de scinder l'établissement en deux. En effet, le nombre d'élèves ayant atteint plus de 2 400 élèves, il est décidé de repartir les élèves sur deux structures, l'une du côté rue de la Délivrande, le lycée Laplace, qui conserve les filières du BTP et de boulangerie (jusqu'en 2014), et l'autre coté rue de Lebisey, le lycée Dumont-d'Urville, qui accueillera l'enseignement général et l'enseignement technique, mécanique et électrique. Ce décret entre en activité à partir de la rentrée 1990.

### Des lycées Laplace et Dumont-d'Urville au lycée Dumont-d'Urville - Laplace

#### Scission
Les deux lycées ont évolué séparément depuis 1990, bénéficiant chacun de travaux d'aménagement, construction d'un nouveau bâtiment en 2003  abritant la vie scolaire, une salle de spectacle et le CDI pour le lycée Dumont-d'Urville, construction en 2017 pour le lycée Laplace d'un bâtiment d'internat pour accueillir les sportifs de haut niveaux des pôles régionaux (notamment le pôle handball, badminton, judo, hockey-sur-glace ou aviron) et rénovation des deux bâtiments d'internat pour le lycée Laplace.

#### Fusion
En 2018 est amorcé la fusion des deux établissements par la nomination d'un proviseur unique, initialement prévue pour la rentrée 2021, elle est finalement reportée à la rentrée 2022 à cause de l'épidémie de COVID-19. Cette décision rectorale a suscité une forte opposition des enseignants des deux établissements, rejetée à la fois en conseil administratif, mais aussi par le Conseil académique de l’Éducation nationale,.
Cette fusion sera effective à partir de la rentrée 2022. Les effectifs pour l'année scolaire 2021-2022 étant respectivement de 1 300 élèves pour le lycée Dumont-d'Urville et 1 100 élèves pour le lycée Laplace, l'effectif à la rentrée 2022 sera d'environ 2 400 élèves, soit le même ayant motivé la scission de cet établissement 30  ans plus tôt.
Le nom fusionné, décidé par la Région Normandie en août 2022 est "Lycée Dumont d'Urville - Laplace" selon l'ordre alphabétique.

## Présentation de l'établissement

### Les enseignements du lycée
L'année précédant la fusion, les deux lycées offraient des formations allant de la 3e au BAC+2 et du professionnel au général, l'ensemble de ces formations ont été gardées pour la rentrée 2022.
| Lycée Dumont-d'Urville | Lycée Laplace |
| --- | --- |
| - 8 classes de 2de GT - Général : - 7 classes de 1re - 7 classes de Terminale - Technologique : - 2 classes de 1re STI2D - 2 classes de Terminale STI2D - dont : - 1 classe spécialisée Innovation Technologique et Éco-Conception - 1 classe spécialisée Écologie et Environnement - Professionnel : - Filière Microtechniques - Filière Métiers de l’Électricité et de ses environnements connectés - Supérieur : - BTS Conception des Produits Industriels - BTS Conception et Industrialisation en Microtechniques - BTS Conception des Processus de Réalisation de Produits - Prépa Physique, Technologie et Sciences de l’Ingénieur /Classe préparatoire physique et technologie : PTSI/PT - Prépa Adaptation Technicien Supérieur : ATS | - 3 classes de 2de GT - CAP : - Peintre Applicateur de revêtement - Couvreur - Métier du plâtre et de l'isolation - Menuisier Fabricant - Général : - 1 classe de 1re et 1 classe de Terminale - Technologique : - 1 classe de 1re STI2D - 1 classe de Terminale STI2D spécialisée Architecture et Construction - 1 classe de 1re et une classe de Terminale STMG Mercatique - 1 classe de 1re et une classe de Terminale STD2A - Professionnel : - 1 classe de 3e Prépa Métier - Filière Technicien Topographe Géomètre - Filière Technicien d'Études du Bâtiment - Études et Économie - Filière Technicien du Bâtiment - Organisation et Réalisation du Gros Œuvre - Filière Travaux Publics - Filière Installateur en Chauffage, Climatisation et Énergies Renouvelables - Filière Maintenance et Efficacité Énergétique - Filière Technicien de Fabrication - Bois et Matériaux associés - Filière Technicien Menuisier Agenceur - Supérieur : - BTS Développement et Réalisation Bois - BTS Systèmes Constructifs Bois Habitat - BTS Management Économique de la Construction - BTS Travaux Publics - BTS Bâtiment - BTS Fluides Énergie Domotique - Licence Génie Civil Building Information Modeling (Alternance) - Diplôme National des Métiers de l'Art et du Design - Prépa Adaptation Technicien Supérieur |

#### Langues et options
Le lycée propose plusieurs langues vivantes. L'anglais, l'allemand, l'espagnol et l'italien, ainsi que le latin en option dès la 2de.
Des sections d'Euro DNL sont proposées, soit en anglais avec comme option histoire-géographie ou physique-chimie, soit en allemand avec l'option physique-chimie.
En plus du latin, d'autres options sont disponibles en 2de, l'art plastique, les sciences de laboratoire et les sciences de l'ingénieur.
Pour ce qui est des options obligatoires de 1re, les élèves ont le choix entre : 
- Histoire, Géographie, Géopolitique et Sciences Politique.
- Humanité, Littérature, Philosophie
- Langue, Littérature et Culture Étrangère - Anglais
- Langue, Littérature et Culture Étrangère - Espagnol
- Mathématiques
- Physique-Chimie
- Sciences et Vie de la Terre
- Sciences économiques et sociales
- Arts Plastiques
- Numériques et Sciences Informatiques
- Sciences de l'Ingénieur

### Internat
Le lycée Laplace accueille plus de 450 élèves au sein de son internat, dont 130 sportifs de haut niveau du pôle espoir du centre sportif de Normandie. La majorité des élèves internes sont des élèves de l'établissement vivant à plus de 30 km. De par sa capacité d’accueil, l'internat reçoit aussi des élèves des lycées Camille-Claudel, Allende ou Victor-Hugo.
Grâce aux moyens mis à disposition de l’établissement par l'« internat d'excellence », l'ensemble des élèves internes bénéficie d'aide aux devoirs, de soutien scolaire, de sortie pédagogique ainsi qu'un accès au CDI de l'établissement en soirée.

### Classements
|                        | Enseignement générale | Enseignement générale | Enseignement professionnel | Enseignement professionnel |
| ---------------------- | --------------------- | --------------------- | -------------------------- | -------------------------- |
| Départemental          | National              | Départemental         | National                   |                            |
| Lycée Laplace          | 5/30                  | 790/2277              | 8/20                       | 635/2013                   |
| Lycée Dumont-d'Urville | 23/30                 | 1961/2277             | 4/20                       | 312/2013                   |

Ce classement de 2018 se base sur 4 indicateurs :
- le taux de réussite au bac.
- la valeur ajoutée de ce taux, c'est-à-dire le taux de réussite que l'on pouvait attendre quant au profil sociologique des élèves et leurs résultats au brevet des collèges.
- l'indice de stabilité, qui est le nombre d'élèves ayant fait leurs années de 1re et de Terminale dans le même établissement.
- le taux de mentions.

## Sources
(août 2022).
- « Lycée Dumont d'Urville - Laplace », sur ac-normandie.fr (consulté le 25 décembre 2023)
- https://cdg.etab.ac-caen.fr/
- « Lycée Malherbe - 14000 Caen », sur ac-caen.fr (consulté le 3 mars 2024)
- « Lycée Pierre-Simon de Laplace - 1% artistique 14, 50, 61 », sur normandie.fr (consulté le 25 décembre 2023)